# سكايلر بيج

سكايلر دايل بيج (بالإنجليزية: Skyler Dale Page)‏ (ولد في 13 أكتوبر، 1989، أريزونا، الولايات المتحدة) هو رسام رسوم متحركة أمريكي سابق وكاتب وفنان قصص مصورة ومخرج رسوم متحركة وممثل صوتي. اشتهر بإبتكاره سلسلة الرسوم المتحركة من كرتون نتورك "كلارنس" بالإضافة إلى عمله ككاتب وفنان للقصص المصورة في سلسلة وقت المغامرة.

## حياته الشخصية
فصل بيج في عام 2014 بعد مزاعم بأنه اعتدى جنسياً على زميلاته في العمل بسبب مرض اضطراب ثنائي القطب أثناء العمل على فيلم كلارنس. وفي عام 2021، اعترف بيج بصحة الادعاءات وأصدر اعتذارًا علنيًا.
في 21 يونيو 2021، تحدث بيج علنًا لأول مرة عن هذه المزاعم وأصدر اعتذارًا. وذكر في تدوينة أنه "كان في رحلة قوة من عام 2012 إلى عام 2015" واعترف بأنه كان "غير لائق تجاه النساء". أنهى بيج المنشور بالقول: "إذا كنت محظوظًا بما يكفي للعمل جنبًا إلى جنب معكم أيها الأشخاص الطيبون مرة أخرى، فمن المؤكد أن تتوقعوا مني أقصى درجات الاحترام والكرامة".